# Rose Hill Gymnasium
Le Rose Hill Gymnasium (gymnase de Rose Hill) est une salle multisports située sur le campus de Rose Hill de Fordham University, dans l'arrondissement du Bronx.
D'une capacité de 3 470 sièges, elle a la particularité d'être la plus ancienne salle de sport utilisée en première division de la NCAA.

## Histoire
Elle a été inaugurée le 16 janvier 1925, et elle constituait à cette époque l'une des plus grandes infrastructures sportives universitaires du pays, ce qui lui valut son surnom, The Prairie. Elle est aujourd'hui utilisée par les équipes masculines et féminines de basket-ball et de volley-ball de l'université, qui évoluent toutes deux dans le Atlantic Ten Conference de la NCAA sous le nom de Fordham Rams. Le gymnase a en outre été le théâtre de matches de lycée devenus mythiques, comme celui joué par Kareem Abdul-Jabbar lors de la finale d'une compétition entre lycées. 
Le gymnase de Rose Hill constitue un lieu important de l'université, d'une part parce que le sport universitaire est une véritable institution aux États-Unis, mais aussi parce qu'il est rattaché au campus originel de Rose Hill, construit bien avant l'expansion de l'établissement à Manhattan. Il fut également utilisé comme une caserne pendant la Seconde Guerre mondiale.